# Aeropuerto Cadete FAP Guillermo del Castillo Paredes
El Aeropuerto Cadete FAP Guillermo del Castillo Paredes (IATA:TPP, OACI:SPST), de la ciudad de Tarapoto, Departamento de San Martín. A partir del 11 de diciembre de 2006, este aeropuerto fue entregado en concesión por el Estado Peruano a la empresa Aeropuertos del Perú S.A. (A.D.P.), quien lo administra desde dicha fecha.
Es el principal terminal aeroportuario del departamento de San Martín, localizado en medio de la Amazonia. Recibe a turistas que inician sus visitas a la selva. Asimismo es la principal puerta de entrada para las ciudades del departamento.

## Historia
Don Carlos Del Castillo Arévalo, natural de la ciudad de Tarapoto, y Doña Celinda Paredes Paredes, natural de la ciudad de Juan Guerra, dan a luz a un niño el 8 de octubre de 1934 en la ciudad de Tarapoto, a quien le ponen de nombre Néstor Guillermo del Castillo Paredes, desde su niñez se veía en él un gran piloto ya que le gustaba jugar con aviones. Su primaria la realizó en la Escuela José Antonio Ramírez Arévalo (Jara) y su Secundaria en el Colegio Nacional Juan Jiménez Pimentel.
En el año de 1952 ingreso a la Fuerza Aérea del Perú, que gracias a su estudio y perseverancia obtiene el más alto puntaje en vuelos, lo cual le permite ascender de grado. menciones honrosas, ocupando el grado de brigadier general la escuela de oficiales de la Fuerza Aérea del Perú.
Un 16 de abril de 1956 realizando un acto de servicio fallece en las lomas de Naplo ubicado en Chilca.

## Servicios
El aeropuerto cuenta con una amplia terminal de pasajeros, la cual fue totalmente renovada en 2010, posee aire acondicionado en la sala de embarque, sistemas de tranqueras electrónicas, información de vuelos a los pasajeros a través de pantallas plasma, nuevas fajas transportadoras de equipajes, servicio de internet inalámbrico y un salón VIP Caral. Cuenta además con un equipo de bomberos equipados, se mejoró la actual ubicación del pórtico de ingreso y las vías de acceso al aeropuerto.

## Establecimientos comerciales
- Cajeros automáticos: BBVA, Global Net, Scotiabank, BCP.
- Servicio bancario: Agente Express BBVA.
- Tiendas: Cafetería Altomayo y Artesanías, Café d´Mundo, Cafetería Rutta, Helados Shambo, Embalaje & Guardería SecureBag.

## Servicios de transporte
La terminal cuenta con los servicios de Taxis y remises de Taxi Safari. Tiene un operador de alquiler de vehículos: Vicus Rent a Car.

## Vuelos nacionales
| Destinos nacionales del Aeropuerto de Tarapoto TPP LIM IQT AQP PCL JAE CHH CIX | Destinos nacionales del Aeropuerto de Tarapoto TPP LIM IQT AQP PCL JAE CHH CIX | Destinos nacionales del Aeropuerto de Tarapoto TPP LIM IQT AQP PCL JAE CHH CIX | Destinos nacionales del Aeropuerto de Tarapoto TPP LIM IQT AQP PCL JAE CHH CIX | Destinos nacionales del Aeropuerto de Tarapoto TPP LIM IQT AQP PCL JAE CHH CIX | Destinos nacionales del Aeropuerto de Tarapoto TPP LIM IQT AQP PCL JAE CHH CIX | Destinos nacionales del Aeropuerto de Tarapoto TPP LIM IQT AQP PCL JAE CHH CIX | Destinos nacionales del Aeropuerto de Tarapoto TPP LIM IQT AQP PCL JAE CHH CIX |
| ------------------------------------------------------------------------------ | ------------------------------------------------------------------------------ | ------------------------------------------------------------------------------ | ------------------------------------------------------------------------------ | ------------------------------------------------------------------------------ | ------------------------------------------------------------------------------ | ------------------------------------------------------------------------------ | ------------------------------------------------------------------------------ |

## Aerolíneas y destinos

### Aerolíneas
| Aerolíneas                 | Ciudades                                                                                                  | Aeronave                 | Alianza |
| -------------------------- | --- | ------------------------ | ------- |
| JetSmart Perú 2 destinos   | Nacionales: (2) Iquitos / Lima                                                                            | Airbus A320Neo           | N/A     |
| LATAM Perú 2 destinos      | Nacionales: (2) Iquitos / Lima                                                                            | Airbus A319, Airbus A320 | N/A     |
| Saeta 8 destinos           | Nacionales: (8) Chachapoyas / Ciro Alegría / Galilea / Jaén / Pucallpa / Rioja / San Lorenzo / Yurimaguas | BAe Jetstream 32         | N/A     |
| Star Perú 4 destinos       | Nacionales: (4) Chiclayo / Iquitos / Lima / Pucallpa                                                      | Boeing 737               | N/A     |
| Sky Airline Perú 1 destino | Nacionales: (1) Lima                                                                                      | Airbus A320 Neo          | N/A     |

### Destinos nacionales
| Ciudades por regiones               | Nombre del aeropuerto                                          | Aerolíneas                                          | Aeronaves                                    | Frecuencias por semana |
| ----------------------------------- | -------------------------------------------------------------- | --------------------------------------------------- | -------------------------------------------- | ---------------------- |
| Amazonas (3 destinos, 1 aerolínea)  |                                                                |                                                     |                                              |                        |
| Chachapoyas                         | Aeropuerto de Chachapoyas                                      | Saeta                                               | BAe Jetstream 32                             | 6                      |
| Ciro Alegría                        | Aeródromo Ciro Alegría                                         | Saeta                                               | BAe Jetstream 32                             | 2                      |
| Galilea                             | Aeródromo Galilea                                              | Saeta                                               | BAe Jetstream 32                             | 2                      |
| Cajamarca (1 destino, 1 aerolínea)  |                                                                |                                                     |                                              |                        |
| Jaén                                | Aeropuerto de Shumba                                           | Saeta                                               | BAe Jetstream 32                             | 1                      |
| Lambayeque (1 destino, 1 aerolínea) |                                                                |                                                     |                                              |                        |
| Chiclayo                            | Aeropuerto Internacional Capitán FAP José A. Quiñones          | Star Perú                                           | Boeing 737                                   | 5                      |
| Lima (1 destino, 4 aerolíneas)      |                                                                |                                                     |                                              |                        |
| Lima                                | Aeropuerto Internacional Jorge Chávez                          | JetSmart Perú LATAM Perú Sky Airline Perú Star Perú | A320-251N A319, A320 A320-251N B737-300 A320 | 59                     |
| Loreto (3 destinos, 3 aerolíneas)   |                                                                |                                                     |                                              |                        |
| Iquitos                             | Aeropuerto Internacional Coronel FAP Francisco Secada Vignetta | LATAM Perú JetSmart Star Perú                       | A320-251N B737-300                           | 10                     |
| San Lorenzo (Datem del Marañón)     | Aeródromo Alfonso Valcárcel                                    | Saeta                                               | BAe Jetstream 32                             | 3                      |
| Yurimaguas                          | Aeropuerto Moisés Benzaquen Rengifo                            | SAETA                                               | Cessna 208 Caravan                           | 2                      |
| San Martín (1 destino, 1 aerolínea) |                                                                |                                                     |                                              |                        |
| Rioja                               | Aeropuerto Juan Simons Vela                                    | Saeta                                               | BAe Jetstream 32                             | 1                      |
| Ucayali (1 destino, 1 aerolínea)    |                                                                |                                                     |                                              |                        |
| Pucallpa                            | Aeropuerto Internacional Capitán FAP David Abensur Rengifo     | Saeta                                               | BAe Jetstream 32                             | 4                      |